# Katzenbacherhang
Koordinaten: 49° 38′ 49″ N, 7° 49′ 55″ O
Das Naturschutzgebiet Katzenbacherhang liegt im Donnersbergkreis in Rheinland-Pfalz.
Das etwa 29 ha große Gebiet, das im Jahr 1981 unter Naturschutz gestellt wurde, erstreckt sich östlich der Ortsgemeinde Katzenbach. Am südlichen Rand des Gebietes fließt der Hoppbach. Unweit westlich verläuft die B 48 und fließt die Alsenz. Südlich des Gebietes verläuft die Landesstraße L 386.
Schutzzweck ist die Erhaltung des naturnahen typischen Eichen-Hainbuchenwaldes und der an diesen Biotop gebundenen Tier- und Pflanzengesellschaften sowie die Sicherung der Naturwaldzelle aus wissenschaftlichen Gründen.